# Evan King
Evan King (Chicago, 25 marzo 1992) è un tennista statunitense.
Specialista del doppio, ha vinto due titoli del circuito maggiore e il miglior risultato nei tornei del Grande Slam è stata la semifinale raggiunta all'Open di Francia 2025. Ha vinto diversi altri titoli nei circuiti minori e il suo miglior ranking ATP è stato il 18º posto raggiunto nel maggio 2025. Vanta inoltre in doppio misto la finale raggiunta all'Open di Francia 2025. In singolare ha vinto solo alcuni titoli ITF nella prima parte della carriera ed è stato il 185º del ranking nell'aprile 2018.

## Carriera

### Nei tornei di College statunitensi
Prima di dedicarsi al professionismo, ha giocato fino al 2013 nei campionati NCAA dei College statunitensi per la squadra dell'Università del Michigan con buoni risultati, è stato inserito tre volte tra gli All-America dell'Intercollegiate Tennis Association (ITA) e ha stabilito il record del maggior numero di vittorie tra singolare e doppio nella storia dell'ateneo. Durante la carriera professionistica ha inoltre svolto il ruolo di assistente allenatore per la squadra dell'Università del Michigan.

### 2009-2017, inizi da professionista, primi titoli ITF e Challenger
Esordisce tra i professionisti nel 2009 nei tornei ITF e comincia a giocare con continuità solo nel 2013 dopo aver finito l'esperienza nei campionati dei College. Nel 2010 vince il primo titolo ITF in doppio e nel 2015, dopo aver vinto 11 tornei ITF di doppio, vince il primo titolo ITF in singolare. L'anno successivo vince il primo torneo Challenger di doppio a Monterrey. Continua a raccogliere successi nel circuito ITF, sempre nel 2016 vince il suo sesto e ultimo titolo ITF in singolare, l'anno dopo vince il 22º e ultimo titolo ITF in doppio e si conferma campione a Monterrey.

### 2018-2024, 22 titoli Challenger, esordi nel circuito maggiore e top 100
Nel 2009 aveva fatto la sua prima esperienza nel circuito maggiore in singolare, negli anni successivi torna a giocare sporadicamente nel circuito maggiore in singolare vincendo un solo match nei tabelloni principali. Nell'aprile 2018 porta il miglior ranking di singolare alla 185ª posizione. Quello stesso anno esordisce in doppio nel circuito maggiore e fa la sua prima apparizione in un torneo del Grande Slam perdendo al primo turno degli US Open 2018. Era nel frattempo diventato uno dei doppisti di maggiore successo nel circuito Challenger. Vince il primo incontro in uno Slam in coppia con Hunter Reese agli US Open 2019 ed escono al secondo turno. Agli US Open 2021 raggiunge con Reese il terzo turno. Dopo 10 sconfitte negli altri tornei ATP, vince il primo incontro all'Atlanta Open 2023, successo che gli vale l'ingresso nella top 100 di doppio. Assieme a Christopher Eubanks si spinge fino al terzo turno anche al torneo di Wimbledon 2024. Nel periodo tra il 2018 e il 2024 si aggiudica altri 22 titoli nei tornei Challenger.

### 2025, primi titoli ATP, 18º nel ranking, semifinale in doppio e finale in doppio misto al Roland Garros
Dopo aver vinto 24 tornei Challenger di doppio, nel febbraio 2025 vince il primo titolo del circuito maggiore all'ATP 500 del Dallas Open, dove in coppia con Christian Harrison ha la meglio in finale su Ariel Behar / Robert Galloway per 7-6, 7-6. La settimana successiva perdono la finale in tre set all'ATP 250 del Delray Beach Open contro Miomir Kecmanović / Brandon Nakashima. Il grande momento della coppia statunitense continua con il successo del 1º marzo 2025 nella finale dell'ATP 500 Abierto Mexicano de Tenis contro Sadio Doumbia / Fabien Reboul per 6-4, 6-4. In coppia con Harrison gioca per la prima volta un torneo Masters 1000 all'Indian Wells Open e si spingono fino alla semifinale, persa in due set contro i numeri 1 del mondo e vincitori del torneo Marcelo Arévalo / Mate Pavić. Con questa serie di risultati, King sale alla 29ª posizione mondiale. La coppia statunitense continua l'ascesa uscendo nei quarti di finale al Miami Open dopo il successo sui numeri 8 e 9 del mondo Bolelli / Vavassori.
Eliminati al primo turno al Monte Carlo Masters, conseguono il loro miglior risultato da inizio carriera sulla terra battuta spingendosi fino alla semifinale nel Masters 1000 di Madrid; non perdono alcun set eliminando coppie di alto livello come Neal Skupski / Joe Salisbury e Máximo González / Andrés Molteni e cedono al terzo set contro Arevalo / Pavić. A fine torneo King sale alla 18ª posizione mondiale. Perdono contro Arevalo / Pavić anche nei quarti agli Internazionali d'Italia. Al Roland Garros consegue i più prestigiosi risultati da inizio carriera, accede alla sua prima semifinale in una prova del Grande Slam senza perdere alcun set, nei quarti superano le teste di serie nº 2 Heliovaara / Patten e vengono sconfitti da Skupski / Salisbury al tie-break del set decisivo. Si spinge fino alla finale nel torneo di doppio misto in coppia con Taylor Townsend e cedono in due set a Sara Errani / Andrea Vavassori. Esce con Harrison al turno di esordio a Toronto e nei quarti a Cincinnati.

## Statistiche

### Doppio

#### Vittorie (2)
| Legenda              |
| Grande Slam (0)      |
| ATP Finals (0)       |
| ATP Masters 1000 (0) |
| ATP Tour 500 (2)     |
| ATP Tour 250 (0)     |

| N. | Data            | Torneo                              | Superficie  | Compagno           | Avversari in finale         | Punteggio      |
| 1. | 8 febbraio 2025 | Dallas Open, Dallas                 | Cemento (i) | Christian Harrison | Ariel Behar Robert Galloway | 7-6(4), 7-6(4) |
| 2. | 1º marzo 2025   | Abierto Mexicano de Tenis, Acapulco | Cemento     | Christian Harrison | Sadio Doumbia Fabien Reboul | 6-4, 6-4       |

#### Sconfitte in finale (1)
| N. | Data             | Torneo                          | Superficie  | Compagno           | Avversari in finale                 | Punteggio           |
| 1. | 15 febbraio 2025 | Delray Beach Open, Delray Beach | Cemento (i) | Christian Harrison | Miomir Kecmanović Brandon Nakashima | 6(4)-7, 6-1, [3-10] |

### Doppio misto

#### Sconfitte in finale (1)
| Australian Open (0)     |
| Open di Francia (1)     |
| Torneo di Wimbledon (0) |
| US Open (0)             |
| Argenti Olimpici (0)    |
| ATP Masters 1000 (0)    |

| N. | Data          | Torneo                  | Superficie  | Compagna        | Avversari in finale          | Punteggio |
| 1. | 5 giugno 2025 | Open di Francia, Parigi | Terra rossa | Taylor Townsend | Sara Errani Andrea Vavassori | 4-6, 2-6  |

### Tornei minori

#### Singolare

##### Vittorie (6)
| Legenda tornei minori |
| Challenger (0)        |
| Futures (6)           |

#### Doppio

##### Vittorie (44)
| Legenda tornei minori |
| Challenger (22)       |
| Futures (22)          |

| N.  | Data              | Torneo                                        | Superficie  | Compagno            | Avversari in finale                         | Punteggio            |
| 1.  | 14 ottobre 2016   | Monterrey Challenger, Monterrey               | Cemento     | Denis Kudla         | Jarryd Chaplin Ben McLachlan                | 6(4)-7, 6-4, [10-2]  |
| 2.  | 7 ottobre 2017    | Monterrey Challenger, Monterrey               | Cemento     | Christopher Eubanks | Marcelo Arévalo Miguel Angel Reyes-Varela   | 7-6(4), 6-3          |
| 3.  | 21 aprile 2018    | Sarasota Open, Sarasota                       | Terra verde | Hunter Reese        | Christian Harrison Peter Polansky           | 6-1, 6-2             |
| 4.  | 15 settembre 2018 | Cary Challenger, Cary                         | Cemento     | Hunter Reese        | Fabrice Martin Hugo Nys                     | 6-4, 7-6(6)          |
| 5.  | 6 aprile 2019     | Monterrey Challenger, Monterrey               | Cemento     | Nathan Pasha        | Santiago González Aisam Qureshi             | 7-5, 6-2             |
| 6.  | 22 giugno 2019    | Fergana Challenger, Fergana                   | Cemento     | Hunter Reese        | Nikola Ćaćić Yang Tsung-hua                 | 6-3, 5-7, [10-4]     |
| 7.  | 8 febbraio 2020   | Launceston Tennis International, Launceston   | Cemento     | Benjamin Lock       | Kimmer Coppejans Sergio Martos Gornés       | 3-6, 6-3, [10-8]     |
| 8.  | 15 maggio 2021    | Zagreb Open, Zagabria                         | Terra rossa | Hunter Reese        | Andrej Golubev Oleksandr Nedovjesov         | 6-2, 7-6(4)          |
| 9.  | 22 maggio 2021    | Biella Challenger VI, Biella                  | Terra rossa | Julian Lenz         | Karol Drzewiecki Sergio Martos Gornés       | 3-6, 6-3, [11-9]     |
| 10. | 16 ottobre 2021   | Challenger de Santiago III, Santiago del Cile | Terra rossa | Max Schnur          | Hans Hach Verdugo Miguel Ángel Reyes Varela | 3-6, 7-6(3), [16-14] |
| 11. | 28 maggio 2022    | Troisdorf Challenger, Troisdorf               | Terra rossa | Dustin Brown        | Hendrik Jebens Piotr Matuszewski            | 6-4, 7-5             |
| 12. | 3 dicembre 2022   | Maspalomas Challenger, Maspalomas             | Terra rossa | Reese Stalder       | Marco Bortolotti Sergio Martos Gornés       | 6-3, 5-7, [11-9]     |
| 13. | 6 maggio 2023     | Gwangju Open, Gwangju                         | Cemento     | Reese Stalder       | Andrew Harris John-Patrick Smith            | 6-4, 6-2             |
| 14. | 14 maggio 2023    | Busan Open Challenger, Pusan                  | Cemento     | Reese Stalder       | Max Purcell Rubin Statham                   | walkover             |
| 15. | 17 giugno 2023    | Caribbean Open, Palmas del Mar                | Cemento     | Reese Stalder       | Toshihide Matsui Kaito Uesugi               | 3-6, 7-5, [11-9]     |
| 16. | 12 agosto 2023    | Cary Challenger, Cary                         | Cemento     | Reese Stalder       | Miķelis Lībietis Adam Walton                | 6-3, 7-6(4)          |
| 17. | 14 ottobre 2023   | Fairfield Challenger, Fairfield               | Cemento     | Reese Stalder       | Vasil Kirkov Denis Kudla                    | 7-5, 6-3             |
| 18. | 4 novembre 2023   | Internazionali di Bergamo, Bergamo            | Cemento (i) | Brandon Nakashima   | Francisco Cabral Henry Patten               | 6-4, 7-6(1)          |
| 19. | 18 novembre 2023  | Kobe Challenger, Miki                         | Cemento     | Reese Stalder       | Andrew Harris Nam Ji-sung                   | 7-6(3), 2-6, [10-7]  |
| 20. | 2 dicembre 2023   | Yokkaichi Challenger, Yokkaichi               | Cemento     | Reese Stalder       | Li Tu August Holmgren                       | 7-5, 6-4             |
| 21. | 22 giugno 2024    | Ilkley Trophy, Ilkley                         | Erba        | Reese Stalder       | Christian Harrison Fabrice Martin           | 6-3, 3-6, [10-6]     |
| 22. | 15 settembre 2024 | Guangzhou Huangpu Open, Canton                | Cemento     | Reese Stalder       | Francis Casey Alcantara Pruchya Isaro       | 4-6, 7-5, [10-5]     |
| 23. | 16 novembre 2024  | Champaign-Urbana Challenger, Champaign        | Cemento (i) | Reese Stalder       | James Davis James MacKinlay                 | 7-6(3), 7-5          |
| 24. | 30 novembre 2024  | Challenger Temuco, Temuco                     | Cemento     | Christian Harrison  | Benjamin Lock Renzo Olivo                   | 7-6(5), 7-5          |

##### Sconfitte in finale (27)
| Legenda tornei minori |
| Challenger (17)       |
| Futures (10)          |

| N.  | Data             | Torneo                                              | Superficie  | Compagno           | Avversari in finale                        | Punteggio           |
| 1.  | 21 giugno 2014   | Tianjin Health Industry Park, Tianjin               | Cemento     | Jason Jung         | Robin Kern Josselin Ouanna                 | 7-6(3), 5-7, [8-10] |
| 2.  | 5 luglio 2014    | Winnetka USTA Pro Tennis Championship, Winnetka     | Cemento     | Raymond Sarmiento  | Thanasi Kokkinakis Denis Kudla             | 2-6, 6(4)-7         |
| 3.  | 11 agosto 2017   | Open Floridablanca, Floridablanca                   | Terra rossa | Sekou Bangoura     | Sergio Galdós Nicolás Jarry                | 3-6, 7-5, [1-10]    |
| 4.  | 28 ottobre 2017  | Traralgon Challenger, Traralgon                     | Cemento     | Nathan Pasha       | Alex Bolt Bradley Mousley                  | 4-6, 2-6            |
| 5.  | 3 febbraio 2018  | Burnie International, Burnie                        | Cemento     | Max Schnur         | Marcel Granollers Gerard Granollers Pujol  | 6(8)-7, 2-6         |
| 6.  | 24 febbraio 2018 | Morelos Open, Cuernavaca                            | Cemento     | Nathan Pasha       | Roberto Maytín Fernando Romboli            | 5-7, 3-6            |
| 7.  | 3 marzo 2018     | Challenger Series - Indian Wells, Indian Wells      | Cemento     | Nathan Pasha       | Austin Krajicek Jackson Withrow            | 7-6(3), 1-6, [9-11] |
| 8.  | 25 maggio 2019   | Jerusalem Open, Gerusalemme                         | Cemento     | Julian Ocleppo     | Ariel Behar Gonzalo Escobar                | 4-6, 6(5)-7         |
| 9.  | 2 novembre 2019  | City of Playford Tennis International, Playford     | Cemento     | Ruben Gonzales     | Harri Heliövaara Patrik Niklas-Salminen    | 4-6, 7-6(4), [7-10] |
| 10. | 20 marzo 2021    | Cleveland Open, Cleveland                           | Cemento (i) | Hunter Reese       | Robert Galloway Alex Lawson                | 5-7, 7-6(5), [9-11] |
| 11. | 9 ottobre 2021   | Challenger de Santiago II, Santiago del Cile        | Terra rossa | Max Schnur         | Diego Hidalgo Nicolás Jarry                | 3-6, 7-5, [6-10]    |
| 12. | 30 ottobre 2021  | Las Vegas Tennis Open, Las Vegas                    | Cemento     | Jason Jung         | William Blumberg Max Schnur                | 5-7, 7-6(5), [5-10] |
| 13. | 13 agosto 2022   | Chicago Men's Challenger, Chicago                   | Cemento     | Mitchell Krueger   | André Göransson Ben McLachlan              | 4-6, 7-6(3), [5-10] |
| 14. | 4 marzo 2023     | Texas Tennis Classic, Waco                          | Cemento     | Mitchell Krueger   | Ivan Sabanov Matej Sabanov                 | 1-6, 6-3, [10-12]   |
| 15. | 1º aprile 2023   | Mexico City Open, Città del Messico                 | Terra rossa | Reese Stalder      | Boris Arias Federico Zeballos              | 5-7, 7-5, [2-10]    |
| 16. | 10 giugno 2023   | Tyler Championships, Tyler                          | Cemento     | Reese Stalder      | Alex Bolt Andrew Harris                    | 1-6, 4-6            |
| 17. | 24 novembre 2024 | Torneio Internacional Masculino de Tênis, San Paolo | Cemento     | Christian Harrison | Luis David Martínez Federico Agustín Gómez | 6(4)-7, 5-7         |